# Sekhet
Sekhet és un cràter sobre la superfície del planeta nan Ceres, situat amb el sistema de coordenades planetocèntriques a -63.92 ° de latitud nord i 261.28 ° de longitud est. Fa un diàmetre de 40 km. El nom va ser fet oficial per la UAI el 14 de desembre del 2015 i fa referència a Sekhet, epítet de la deessa egípcia Isis en el seu paper de protectora dels camps i terres conreades.